# 西布格河

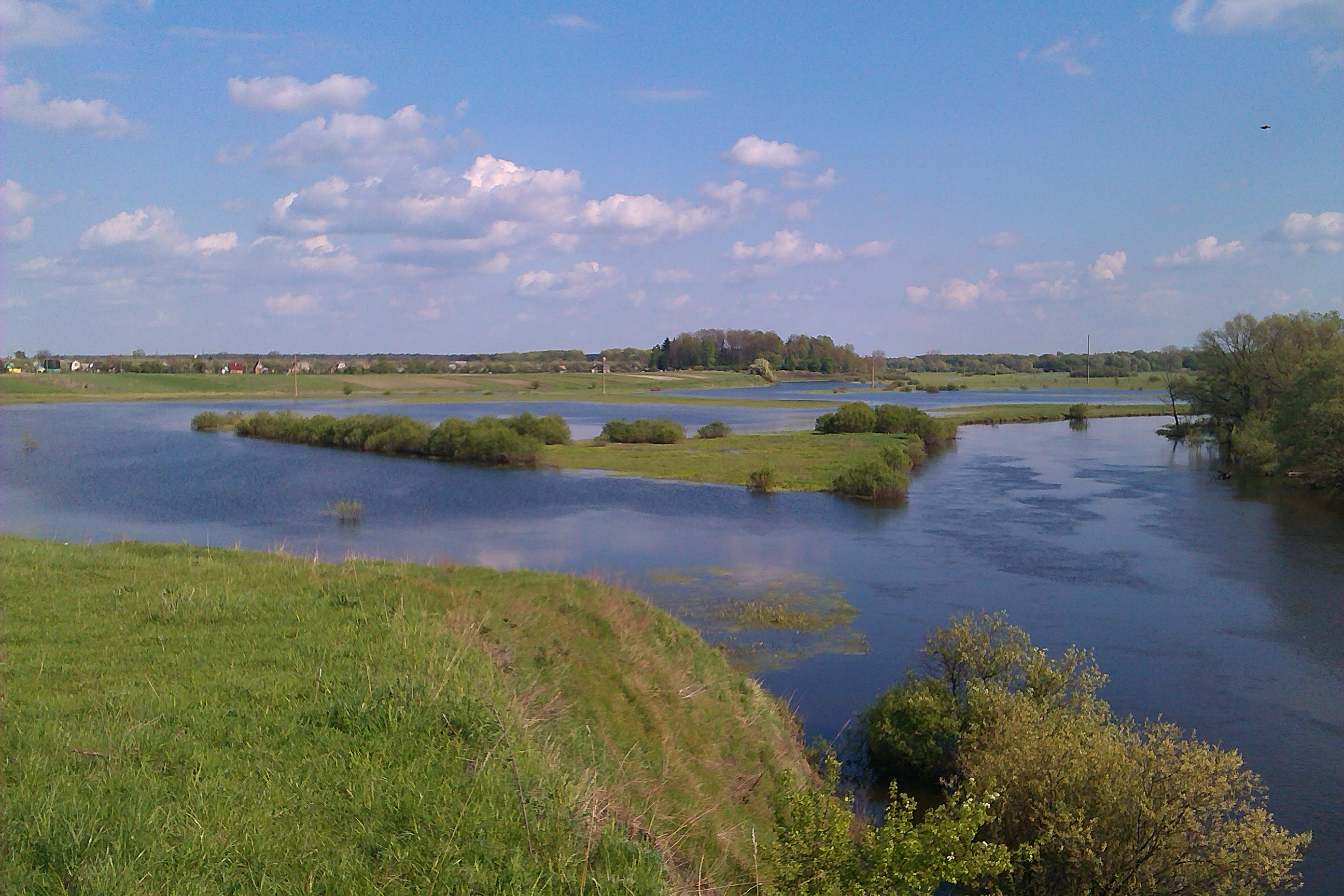
西布格河

西布格河（波蘭語：Bug，羅馬化：Zakhodni Buh，羅馬化：Zakhidnyi Buh）是波蘭、白俄羅斯及烏克蘭的河流，是納雷夫河的支流。該河發源自波多尔高地的韋爾霍布日村附近，流經烏克蘭西部、白俄羅斯西南邊界與波蘭的東部，最後於塞羅茨克附近流入納雷夫河。該河道全長774公里，流域面積38,712平方（14,947平方英里），其中近一半在波蘭、四分之一在白俄羅斯、另外四分之一在烏克蘭。
這條河流有185（115英里）是波蘭－烏克蘭邊界的一部分，而另外有178（111英里）則是白俄罗斯–波兰边境的一部分。該河經過第聶伯河—布格河運河與第聶伯河連接，而每年十二月至翌年三月都會結冰。